# 蒙塞克
蒙塞克（法語：Montsec，法語發音：[mɔ̃sɛk]）是法国默兹省的一个市镇，属于科梅尔西区。

## 地理
蒙塞克（48°53'27"N, 5°43'13"E）面积5.95 平方千米，位于法国大東部大區默兹省，该省份为法国西北部内陆省份，北与比利时接壤，西接马恩省和阿登省，南至上马恩省和孚日省，东临默尔特-摩泽尔省。
与蒙塞克接壤的市镇（或旧市镇、城区）包括：克西夫赖和马尔瓦桑、比克西耶尔-苏莱科特、卢蒙、里什库尔。

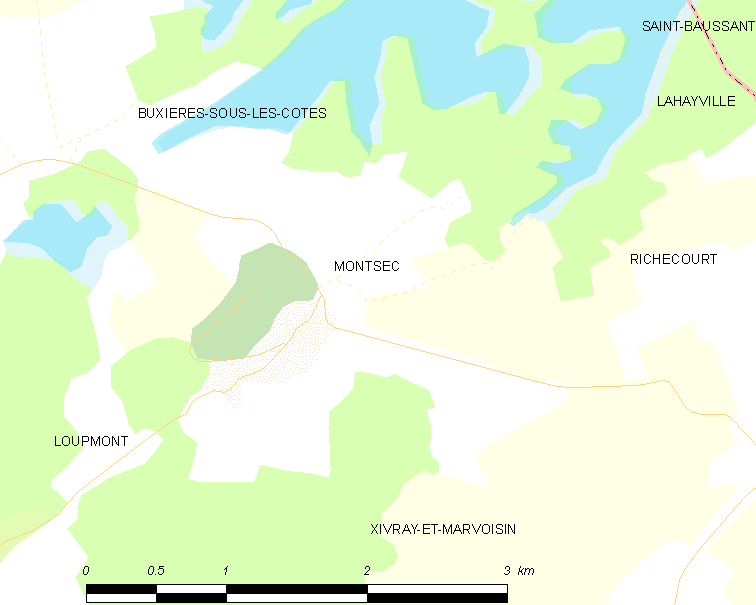
蒙塞克的OSM定位图

蒙塞克的时区为UTC+01:00、UTC+02:00（夏令时）。

## 行政
蒙塞克的邮政编码为55300，INSEE市镇编码为55353。

## 政治
蒙塞克所属的省级选区为圣米耶勒县。

## 人口

1962-2008年间蒙塞克人口变化图示

蒙塞克于2022年1月1日时的人口数量为76人。